# بوم جيسوس دي غالو
بوم جيسوس دو غالو (بالبُرتغالية: Bom Jesus do Galho) هي بلدية في ولاية ميناس جيرايس في المنطقة الجنوبية الشرقية من البرازيل. يقع في بوم جيسوس دو غالو على بعد حوالي 300 كيلومتر شرق عاصمة الولاية. وتبلغ مساحتها 592,289 كيلومتر مربع، منها 2.2 كيلومتر مربع في المناطق الحضرية، وبلغ عدد سكانها في عام 2018 15,010 نسمة.
يبلغ متوسط درجة الحرارة السنوية 21.3 درجة مئوية، وتهيمن الغابة الأطلسية على الغطاء النباتي الأصلي للبلدية. مع 65 ٪ من السكان يعيشون في المناطق الحضرية، كان لدى بوم جيسوس دو غالو، في عام 2009، ستة عشر مؤسسة صحية. مؤشر التنمية البشرية هو 0.623، مصنفة كمتوسط بالنسبة للدولة.
بدأ استكشاف منطقة البلدية الحالية في القرن الثامن عشر، عندما وصول أول شعوب الإستعمار، كانوا يستكشفون وادي ريو دوسي ثم استولوا لاحقًا على أراضي السكان الأصليين. ولّدت الخلافات حول الأراضي صراعات عديدة، لكن تعليم الهنود المسيحيين، جعل من الممكن تشكيل قرية نتيجة الزراعة، حيث تم الارتقاء إلى منطقة تابعة لكاراتينجا عام 1877 وتحررت في 31 ديسمبر 1943.
المظاهر الثقافية الرئيسية الموجودة في البلدية هي الحرف اليدوية والفرق المسرحية والمظاهر الشعبية التقليدية، بالإضافة إلى الأحداث الاحتفالية والكرنفالات والاحتفالات الدينية بأسبوع الآلام. وتجدر الإشارة أيضًا إلى الشلالات والبُحيرات المناسبة للاستحمام والمعالم الطبيعية المُرتبطة بنطاق تأثير مُنتزه ريو دوسي الحكومي (PERD)، بالإضافة إلى تمثال كريستو دا باز (مسيح السلام) في المدينة.

## التاريخ
حتى القرن الثامن عشر، كان يَسكن المكان هنود بوتوكودو حصريًا. وكانت منطقة أورو بريتو تمر بتراجعاً في استخراج الذهب. دخلت الرحلات الاستكشافية الأوروبية إلى وادي ريو دوسي بحثًا عن المعدن، ثم بلدية «كونسيلهيرو بينا» الحالية (حيث وصلوا في عام 1781). أقام المستكشفون نقطة توقف في «كوارتل دو سكرامنتو» وقريبًا من هناك قاموا ببناء جسراً فوق ريو دوسي عام 1779. في بداية القرن التاسع عشر، كان هناك اهتمام من جانب المستوطنين بالعيش في وادي ريو دوسي، وبدأت في الخلاف على الأراضي مع الهنود. أثناء النزاعات، يُزعم أن السكان الأصليين أضرموا النار في الجسر القديم، الذي أعيد بناؤه في ثلاثينيات القرن الماضي ويعرف حاليًا باسم بونتي كيمادا، حيث تقع اليوم الحدود بين بينغو دوغوا ومارليريا.
في عام 1820، استبدل الجندي الفرنسي غيدو مارليير المعارك ضد الهنود بتعليمهم المسيحي، مما سهل الاستيطان، وفي عام 1847، استحوذ ريجينالدو لوبيز وجواو خوسيه دا سيلفا على منح الأراضي في المدينة. في العقود التالية، كان هناك تطور كبير بسبب الزراعة وتدفق هجرة ملحوظ إلى البلدية الحالية، خاصة مع الناس من أرابونغا وجيكويري وإرفاليا وفيكوسا. كان الاسم الجغرافي «بوم جيسوس» تكريمًا قدمه أداو كويلو بعد أن تحول إلى المسيحية وشفي من المرض، حوالي عام 1880. تبرع أداو بالأرض لبناء كنيسة صغيرة، حيث تقع الكنيسة الأم. تم تشكيل نواة حضرية صغيرة حولها، والتي شهدت نموًا مفاجئًا بعد وصول سكة حديد ليوبولدينا، في الثلاثينيات، وتم إلغاء تنشيطها بعد عقود.

## جغرافيا
تبلغ مساحة البلدية، وفقًا للمعهد البرازيلي للجغرافيا والإحصاء (IBGE)، 592.289 كيلومترًا مربعًا، وتشكل المنطقة الحضرية 2.2378 كيلومترًا مربعًا. تقع في 19-49'44 «خط عرض جنوبي وخط طول 42 درجة 18'58» غربًا وعلى مسافة 304 كيلومترات شرق عاصمة ميناس جيرايس، وتشكل جزءًا من طوق وادي الصلب الحضري مع 23 مدينة أخرى (بالإضافة إلى البلديات الأربع الرئيسية) منذ يناير 2012. البلديات المتاخمة لها هي تيموتيو وكاراتينجا في الشمال؛ مارليريا، إلى الشمال الغربي؛ بينغو ديوغوا وكوريغو نوفو إلى الغرب؛ جنوبا راؤول سوارس. كاراتينجا إلى الشرق والشمال الشرقي؛ وانتري فولهاس وفارجيم أليجري إلى الشرق.
وفقًا للتقسيم الإقليمي المعمول به منذ عام 2017، والذي أنشأه المعهد البرازيلي للجغرافيا والإحصاء، تنتمي البلدية إلى المناطق الجغرافية الوسيطة في إباتينجا وكاراتينجا. مع صحة التقسيمات إلى مناطق متناهية الصغر ومناطق أخرى، كانت جزءًا من منطقة كاراتينجا الصغيرة، والتي تم تضمينها بدورها في منطقة فالي دو ريو دوسي.

### المناخ
وفقًا لـ IBGE ، فأنه المُناخ استوائي شبه رطب وشبه حار، بمتوسط درجة حرارة سنوية تبلغ 21.3 درجة مئوية مع شتاء جاف ومعتدل وصيف ممطر مع درجات حرارة عالية. الأشهر الأكثر سخونة، فبراير ومارس، يبلغ متوسط درجة الحرارة فيها 23.7 درجة مئوية، بمتوسط أقصاه 28.9 درجة مئوية وحد أدنى 18.5 درجة مئوية. وكان أبرد شهر، يوليو، 18 درجة مئوية، حيث كانت 24.5 درجة مئوية و 11.5 درجة مئوية هما الحد الأقصى والحد الأدنى للمتوسطين، على التوالي. الخريف والربيع مواسم انتقالية.

## السياحة
مناطق الجذب الرئيسية في بوم جيسوس دي غالو هي المسارات المختلفة والغابات والبحيرات والشلالات في الريف ومسيح السلام في مقر البلدية. تقع البلدية على حدود منتزه ريو دوسي، الذي يضم أكبر محمية للغابات الأطلسية في ولاية ميناس جيرايس ومجموعة رائعة من البحيرات ويضم مجمعها مناطق الجذب في المناطق المحيطة بها. على حافة المنتزه، بالقرب من حي ريفس دي بيليم، يوجد ما يسمى ب الجسر المفقود، الذي تم بناؤه في عام 1966 كجزء من مشروع طريق سريع يربط بكاراتينجا. ومع ذلك، تم حظر الأعمال في عام 1973 تحت الضغط البيئي، حيث أن الطريق سيقطع حديقة الولاية. بعض البحيرات مفتوحة للاستحمام وأحيانًا يتوفر صيد الأسماك في أوقات معينة من العام.

## روابط خارجية
- Prefeitura de Bom Jesus do Galho
- Câmara de Bom Jesus do Galho
- Bom Jesus do Galho no IBGE Cidades